# Maison Ferrand
Maison Ferrand est une société française indépendante spécialisée dans la fabrication et la distribution de spiritueux. Basée à Ars en Charente, la société produit le cognac Ferrand, le rhum Planteray, et le gin Citadelle. Maison Ferrand est propriétaire de la West Indies Rum Distillery (WIRD) à la Barbade, et propriétaire à 33% de la National Rums of Jamaica.

## Histoire

### Origines
La famille Ferrand est établie dans la région de Cognac depuis au moins 1469. Au début du XVIIème siècle, la famille Ferrand devient propriétaire d'un vignoble, et se lance dans la production et le négoce de vin et spiritueux. Les cognacs Ferrand remportent une médaille d'or à l'exposition universelle de 1900 à Paris.
En 1989, Alexandre Gabriel et Jean Dominique Andreu découvrent le cognac produit par Pierre Ferrand dans une distillerie situés à La Nérolle, Segonzac. Il s'associent et créent la marque Cognac Ferrand.

### Développement
À partir de 1996, la société met à l'ouvrage ses alambics inutilisés de cognac pour produire le premier gin artisanal français, Citadelle. Un terrain de plusieurs hectares est acquis pour produire ses propres baies de genièvre. Le gin Citadelle s'appuie sur la mode naissante de la mixologie et se popularise rapidement. En 1999, la société lance la marque de rhum Plantation qui vieillit l'alcool de canne à sucre une première fois dans son pays d'origine, puis une seconde fois en fûts de cognac en France. En 2000, la société crée sa filiale allemande, Ferrand Deutschland GmbH.
En avril 2000, Pierre Ferrand perd son combat judiciaire contre Gabriel et Andreu pour les droits de la marque Ferrand, et se voit contraint de sortir du capital de la société,. Andreu vend ses participations et quitte la société en février 2008,.
En 2017, Maison Ferrand fait l'acquisition de l'un de ses fournisseurs de rhum, la West Indies Rum Distillery (WIRD) à la Barbade fondée en 1893. La distillerie est rénovée et repositionnée sur les produits d'exception. La marque locale Stade's est relancée. Via cette acquisition, Maison Ferrand devient également actionnaire à hauteur de 33% de la National Rums of Jamaica, le principal producteur de rhum du pays.
En 2021, l'entreprise a inauguré une nouvelle distillerie à Ars, en Charente, entièrement destinée à la production du gin Citadelle. En 2022, dans une péniche sur la Seine à Issy-les-Moulineaux, Maison Ferrand met en service le premier chai flottant au monde, Barge 166.
Début 2024, le rhum Plantation devient Planteray pour, selon son PDG Alexandre Gabriel, éviter la « connotation blessante que le mot "plantation" peut évoquer »,. En juillet 2024, Maison Ferrand rachète le distributeur britannique Identity Drinks et crée sa nouvelle filiale Maison Ferrand UK.

## Description

### Activités
Maison Ferrand est une société française indépendante spécialisée dans la fabrication et la distribution de spiritueux dans plus de 80 pays. La société compte plusieurs filiales commerciales à l'international (États-Unis, Allemagne, Royaume-Uni). La société produit le cognac Ferrand, le rhum Planteray, et le gin Citadelle. Le cognac est distillé à Angeac, le gin est produit à Ars (château de Bonbonnet). Maison Ferrand produit aussi le Dry Curaçao. Alexandre Gabriel est PDG de Maison Ferrand.

### Fondation
Le Manoir de Mademoiselle a été construit par la famille Ferrand en 1861 à Ségonzac, et abrite la fondation Maison Ferrand depuis 2016,. La fondation s'est donnée pour mission d'étudier et valoriser le patrimoine matériel et immatériel du cognac et du rhum,.